# Laura Street Trio

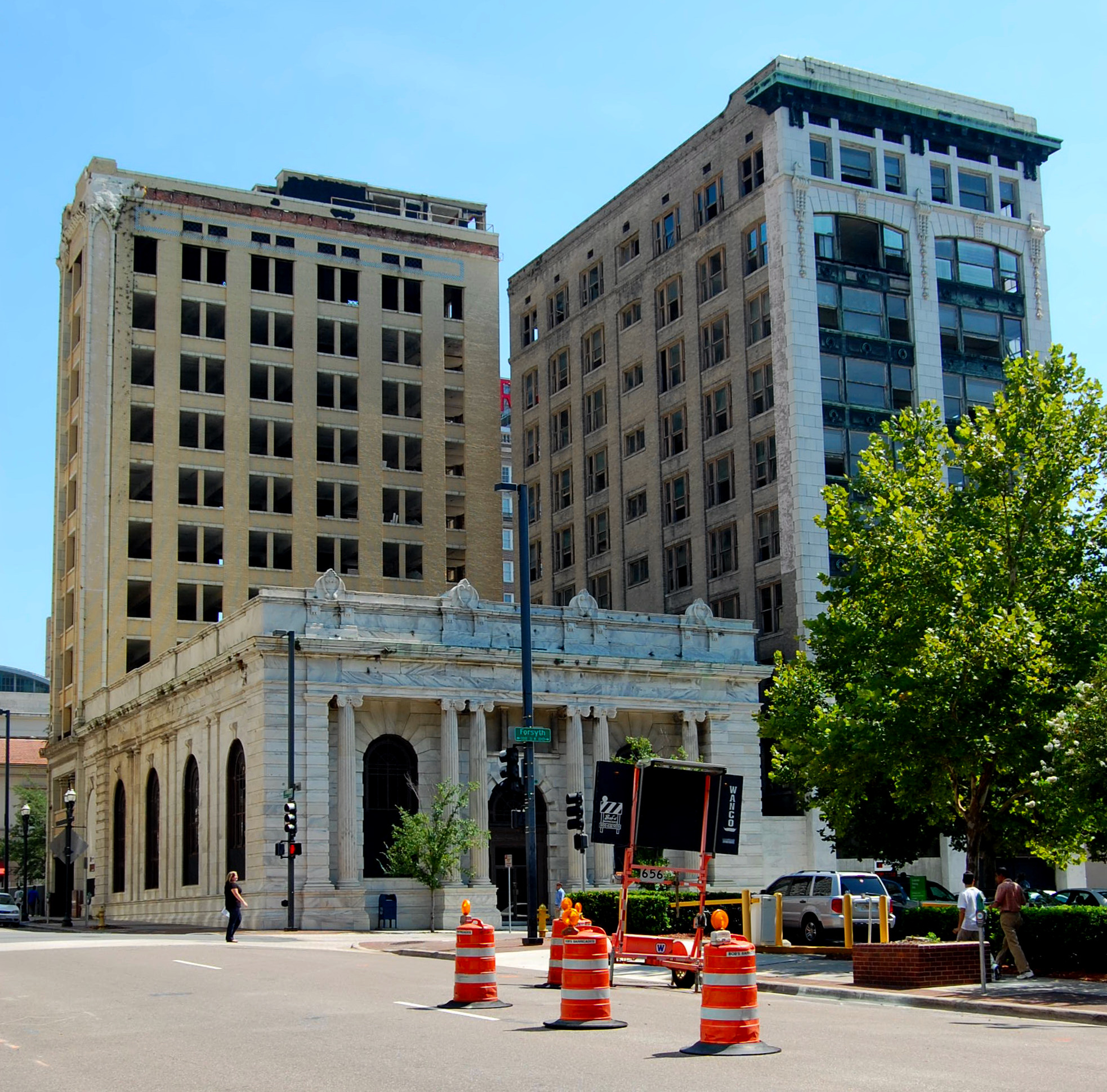
Das Laura Street Trio: Florida Life Building (links), Marble Bank (vorne) und Bisbee Building (rechts)

Das Laura Street Trio ist ein Gebäudeensemble mit drei historischen Gebäuden an und in der Nähe der Laura Street in Jacksonville in Florida. Das Trio besteht aus zwei rechtwinklig zueinander stehenden Hochhäusern, dem Florida Life Building und dem Bisbee Building sowie einem dritten Bauwerk, der Old Florida National Bank (oder auch Marble Bank), die von den beiden Hochhäusern flankiert wird. Die drei Bauwerke wurden nach dem Stadtbrand von 1901 erbaut und sind architektonisch signifikant, derzeit jedoch gefährdet.

## Bauwerke

### Old Florida National Bank

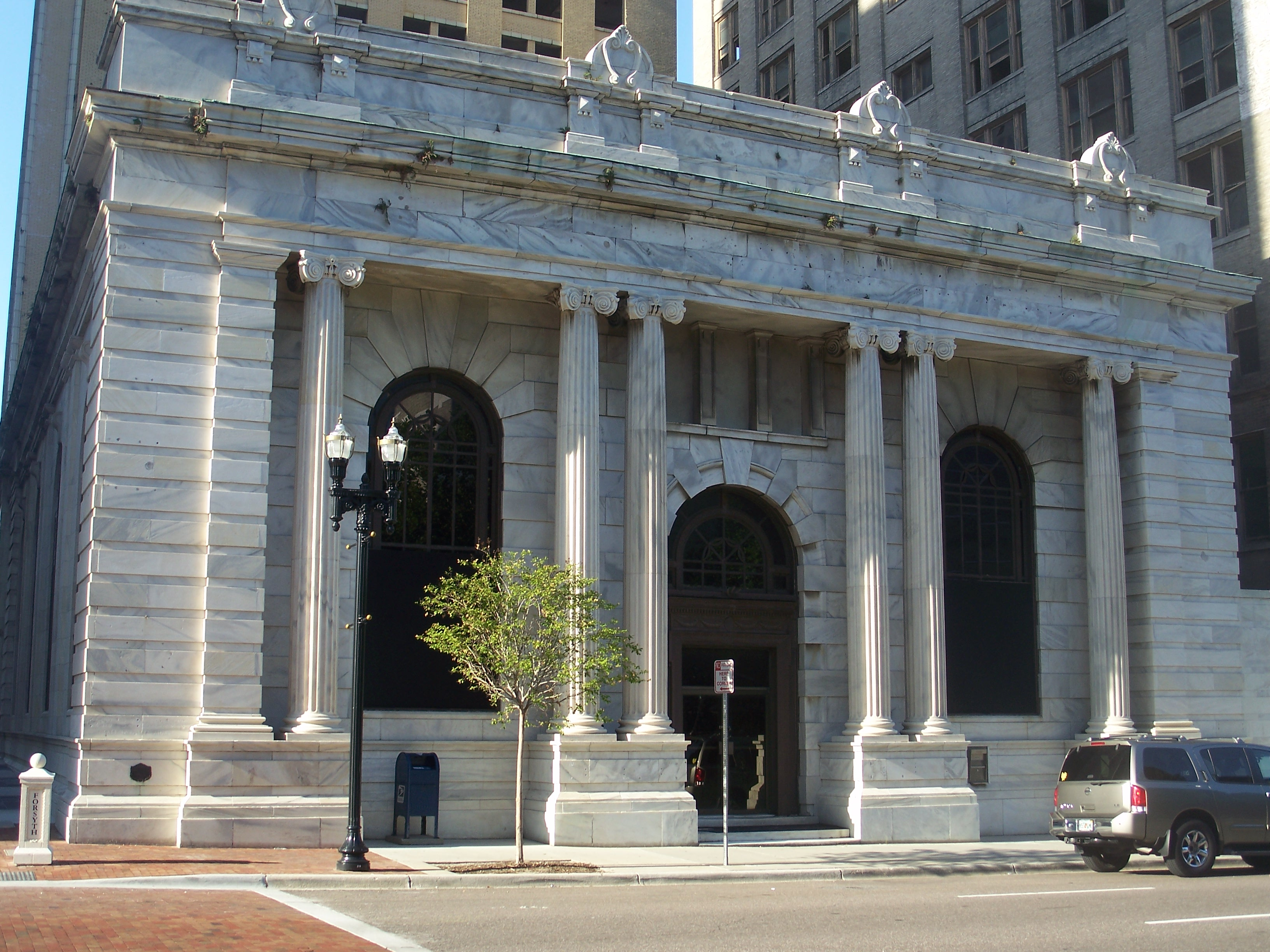
Die Old Florida National Bank

Das älteste der drei Gebäude, die Old Florida National Bank, die auch unter dem Namen Marble Bank bekannt ist, steht an der Ecke von Forsyth und Laura Street. Sie wurde ursprünglich 1902 als Mercantile Exchange Bank erbaut, ein Jahr nach dem Stadtbrand, der 1901 den größten Teil von Downtown Jacksonville zerstört hatte. Der Architekt Edward H. Glidden hatte das Bauwerk im Stil des Neoklassizismus entworfen. Es wurde 1905 von Florida Bank & Trust, einem Vorgängerunternehmen der heutigen Florida National Bank, erworben, die es dann erneuerte und erweiterte. Es wurde 1916 abermals renoviert, um eine große Schalterhalle mit Oberlicht, Stuckdetails und einer Kassettendecke aufzunehmen. Eine weitere Neuausstattung in den 1950er Jahren fügte abgehängte Decken hinzu, mit denen das Oberlicht und die anderen Details verborgen wurden. Diese Deckenabhängung wurde 1976 vom damaligen Eigentümer des Gebäudes, der Jacksonville National Bank, entfernt, als diese eine grundlegende Restaurierung des ursprünglichen Aussehens des Gebäudes vornehmen ließ.
In den 1990er Jahren wurde das Gebäude jedoch verkauft und die nachfolgenden Eigentümer ließen es dramatisch verfallen.

### Bisbee Building

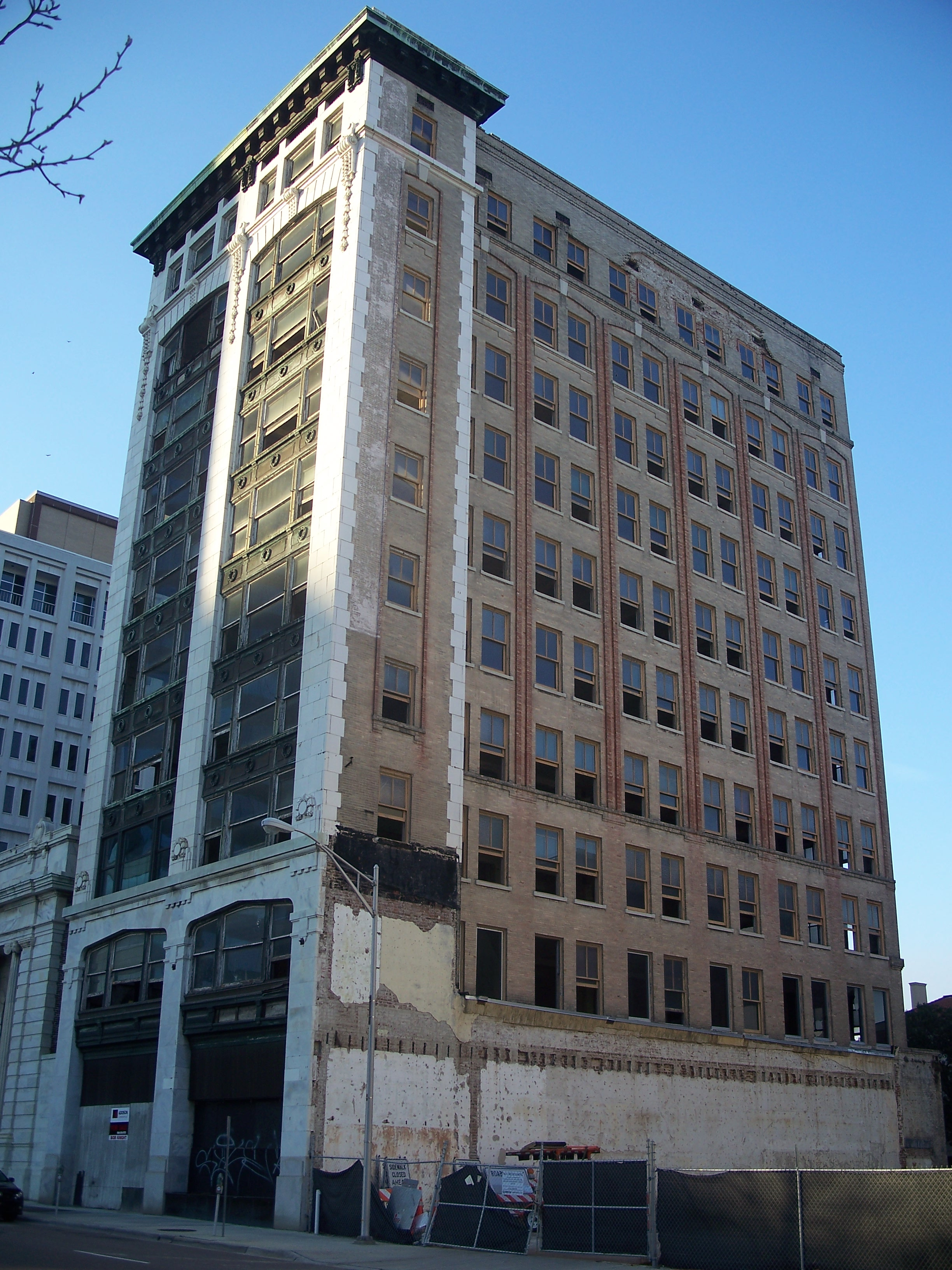
Das Bisbee Building

Das Bisbee Building wurde als zweites der drei Gebäude zwischen 1908 und 1909 erbaut und grenzt an die Marble Bank an der Forsyth Street an. Es wurde von dem prominenten Jacksonviller Architekten Henry J. Klutho in einem durch die Chicagoer Schule beeinflussten Prairie Style entworfen. Seine Erbauung fiel in die Zeit eines Rennens um das erste Hochhaus der Stadt gegen zwei andere zehnstöckige Bauwerke, 121 Atlantic Place und das Seminole Hotel. Das Bisbee Building war zuerst fertig, doch 121 Atlantic Place war nach seiner Errichtung ein wenig höher, sodass es das Bisbee Building als damals höchstes Gebäude Floridas ablöste. Das Bisbee Building war das erste mit Stahlbeton gebaute Hochhaus überhaupt in den Südstaaten. Der Entwurf hatte ursprünglich nur eine Breite von 26 Fuß (knapp acht Meter), doch der Bedarf für Büroräume in dem neuen modernen Gebäude veranlasste den Bauherrn dazu, das Gebäude größer zu bauen.
Ähnlich wie die beiden anderen Gebäude des Ensembles wurde auch das Bisbee Building schließlich verlassen, und der rasche Niedergang setzte ein.

### Florida Life Building

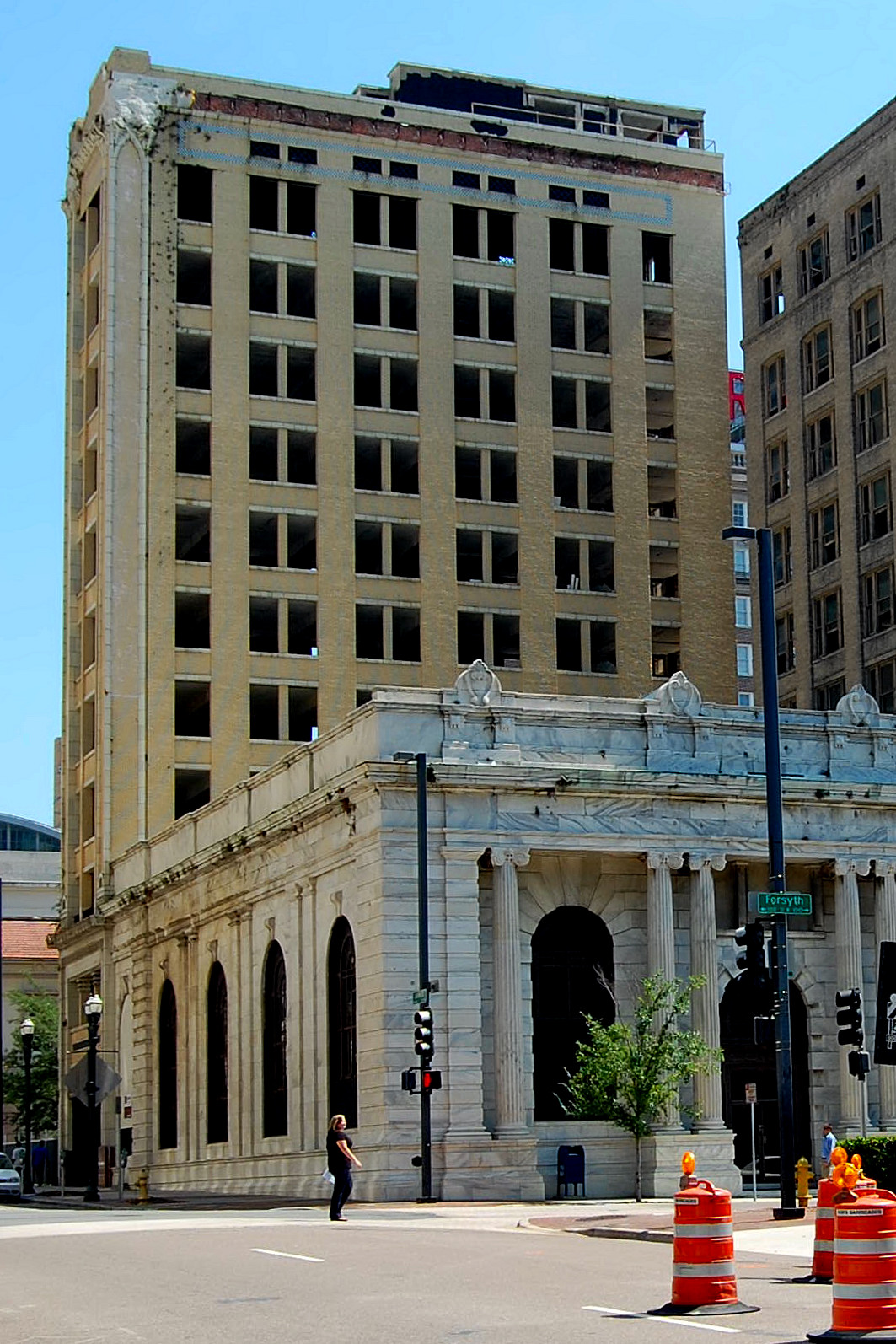
Das Florida Life Building (im Hintergrund)

Das Florida Life Building wurde ebenfalls von Klutho entworfen und entstand zwischen 1911 und 1912. Es steht direkt an der Rückwand der Marble Bank und ist das einzige der drei Bauwerke, dessen Vorderfront tatsächlich zur Laura Street gerichtet ist. Es wurde gleichzeitig mit dem ebenfalls von Klutho geplanten St. James Building (der heutigen Jacksonville City Hall) gebaut. Es hat eine Höhe von 45 Metern und zählt elf Stockwerke; es war zum Zeitpunkt seiner Errichtung das höchste Gebäude in der Stadt und auch in ganz Florida, obwohl diese Vorrangschaft nur ein Jahr anhielt, bis zur Fertigstellung des Heard National Bank Building. Wayne Wood von der Jacksonville Historic Landmarks Commission urteilt über den schmalen und wohlproportionierten Turm, dass das Gebäude „Jacksonvilles reinste Darstellung eines ‚Wolkenkratzers‘ war und vielleicht noch ist“. Wie das Bisbee Building ist auch dieses Bauwerk ein Beispiel für ein von der Chicagoer Schule beeinflusstes Bauwerk Kluthos im Prairie Style.
Das Gebäude wurde im Auftrag der Florida Life Insurance Company errichtet, doch das Unternehmen brach 1915 zusammen. Das Bauwerk wechselte im Laufe der Jahre mehrfach den Eigentümer. Im Jahr 1994 ließ der damalige Besitzer des Bauwerks, die Nations Bank, die ursprünglichen Kapitelle im obersten Stockwerk entfernen, wobei das Gebäude beschädigt wurde. Wie die beiden anderen Gebäude war auch dieses Bauwerk dem Verfall ausgesetzt.

## Restaurierungspläne
In den 2000er Jahren erkannte man das Laura Street Trio als eines der signifikantesten und gefährdetsten historischen Bauensembles Jacksonvilles an. Unter dem Bürgermeister John Adrian Delaney kaufte 2002 die City of Jacksonville alle drei Gebäude, um sie an einen Bauunternehmer zu transferieren, der sie restaurieren könnte. Ein Bauunternehmer aus Orlando kaufte das Laura Street Trio und das nahegelegene Barnett National Bank Building, doch machte er Bankrott, bevor er die Gebäude renovieren konnte. Das Projekt kam zum Stillstand, 2010 legte eine in Jacksonville sitzende Investorengruppe gemeinsam mit einem Unternehmen aus Tallahassee einen neuen Plan zur Renovierung der drei Gebäude und des Barnett National Bank Building vor, dessen Bestandteil auch der Bau eines fünften Gebäudes war. Im Juni 2011 beantragte die Atkins Group Steuererleichterungen in Höhe von fünf Millionen US-Dollar, um die Phase I des Projektes vorantreiben zu können.